# Мардеев, Хузий Шаймарданович
Хузий Шаймарданович Мардеев (1895—1978) — советский хозяйственный, государственный и политический деятель.

## Биография
Родился в 1895 году в селе Биклянь. Член ВКП(б).
С 1905 года — на хозяйственной, общественной и политической работе. В 1905—1961 гг. — в медресе в родном селе, в русской школе в селе Бетьки, участник Первой мировой и Гражданской войн, занимался земледелием, член Биклянского сельского совета, счетовод в колхозе в деревне Бакчасарай, председатель колхоза имени Чкалова, председатель колхоза имени Ворошилова села Мелекес, участник советско-финской войны, председатель колхоза имени Молотова села Биклянь Тукаевского района Татарской АССР.
Избирался депутатом Верховного Совета СССР 2-го и 3-го созывов.
Умер в 1978 году в деревне Бахчасарай.